# Kamenskij rajon (Oblast' di Sverdlovsk)
Il Kamenskij rajon (in russo Каменский городской округ?) è un rajon dell'Oblast' di Sverdlovsk, in Russia ; il capoluogo è Kamensk-Ural'skij. Dal 2004 si chiama Kamenskij gorodskoj okrug e ricopre una superficie di 2.141 chilometri quadrati.